# Perisama unicolor
Perisama unicolor är en fjärilsart som beskrevs av Charles Oberthür 1916. Perisama unicolor ingår i släktet Perisama och familjen praktfjärilar. Inga underarter finns listade i Catalogue of Life.